# Weselin Markow
Weselin Markow, bułg. Веселин Марков (ur. 23 kwietnia 1960 w Gabrowie) – bułgarski żużlowiec.

## Życiorys
Trzykrotny medalista indywidualnych mistrzostw Bułgarii: dwukrotnie złoty (1982, 1985) oraz srebrny (1984). Trzykrotny medalista mistrzostw Bułgarii par klubowych: złoty (1985), srebrny (1984) i brązowy (1981). Złoty medalista drużynowych mistrzostw Bułgarii (1984). 
Wielokrotny uczestnik eliminacji drużynowych mistrzostw świata, mistrzostw świata par oraz indywidualnych mistrzostw świata (najlepszy wynik: XI miejsce w ćwierćfinale kontynentalnym, 1983). 